# Guillermo I de Schwarzburgo-Frankenhausen
El Conde Guillermo I de Schwarzburgo-Frankenhausen (4 de octubre de 1534 en Sondershausen - 30 de septiembre de 1597 en Straußberg, que en la actualidad es parte de Sondershausen) fue el Conde reinante de Schwarzburgo-Frankenhausen de 1571 hasta su muerte. Fue el fundador de la línea de Schwarzburgo-Frankenhausen.

## Biografía
Era hijo del Conde Gunter XL de Schwarzburgo (1490-1552), llamado el Rico o Gunter con la boca gorda, y su esposa la Condesa Isabel (m. 14 de mayo de 1572), hija del Conde Felipe de Isenburg-Büdingen-Ronneburg. Fue criado como cristiano y se convirtió en un piadoso, temeroso de Dios y estricto hombre luterano.
Después de la muerte de Gunter XL en 1552, sus cuatro hijos varones inicialmente gobernaron el territorio conjuntamente. Antes de asumir el gobierno, estudió durante varios años en Érfurt, Jena, Leuven y Padua. De 1563 a 1565, sirvió en el Ejército danés; en 1566 luchó contra los turcos.
En 1571 los hermanos decidieron dividirse el país. La parte del condado de Guillermo incluía la ciudad de Frankenhausen, que eligió como su residencia, y los distritos de Straußberg, Heringen y Kelbra. Más tarde recibió también el distrito de Schernberg. Su parte del condado fue nombrada Schwarzburgo-Frankenhausen, según su residencia.
Después de que Guillermo I y su hermano mayor Gunter XLI murieran ambos sin hijos, los dos hermanos restantes, Juan Gunter I y Alberto VII se dividieron sus posesiones. Juan Gunter I recibió Arnstadt y Sondershausen y fundó la línea de Schwarzburgo-Sondershausen. Alberto VII (1537-1605) recibió Rudolstadt y Frankenhausen y fundó la línea de Schwarzburgo-Rudolstadt.
Guillermo I firmó tanto la Fórmula de Concordia de 1577 como el Libro de Concordia de 1580.

## Matrimonio e hijos
Guillermo contrajo matrimonio por primera vez el 6 de abril de 1567 con Isabel (m. 23 de noviembre de 1590), hija del Conde Joaquín de Schlick. Su segundo matrimonio fue el 7 de marzo de 1593 con Clara (1571-1658), hija del Duque Guillermo el Joven de Brunswick-Luneburgo. Ambos matrimonios no tuvieron hijos.